# Liechtenstein ved sommer-OL 2016
Liechtenstein deltog ved Sommer-OL 2016 i Rio de Janeiro som blev arrangeret i perioden 5. august til 21. august 2016. 

## Medaljer
| 2016 Rio de Janeiro | Guld | Sølv | Bronze | Total |
| Liechtenstein       | 0    | 0    | 0      | 0     |

## Svømning

### Resultater
| Dato      | Disciplin | H/D    | Udøver          | Indledende heat | Indledende heat | Semifinale | Semifinale | Finale              | Finale              |
| Dato      | Disciplin | H/D    | Udøver          | Tid             | Placering       | Tid        | Placering  | Tid                 | Placering           |
| --------- | --------- | ------ | --------------- | --------------- | --------------- | ---------- | ---------- | ------------------- | ------------------- |
| 6. august | 400 m IM  | Herrer | Christoph Meier | 4:19,19         | 22              | N/A        | N/A        | ude af konkurrencen | ude af konkurrencen |